# Poliakrylonitryl
Poliakrylonitryl (PAN) – polimer otrzymywany w wyniku polimeryzacji akrylonitrylu. 

## Charakterystyka
Czysty poliakrylonitryl jest sztywny i kruchy. Chociaż jest termoplastem, to nie przetwarza się go technikami typowymi dla tego typu materiałów, ponieważ temperatura jego topnienia, która wynosi ponad 300 °C, jest wyższa od temperatury jego termicznego rozkładu. 
Polimer ten i jego kopolimery są stosowane głównie do produkcji włókien sztucznych, o własnościach zbliżonych do jedwabiu i wełny. Stosowany jest także do produkcji tkanin filtracyjnych i jako substrat do produkcji włókien węglowych.